# Lactarius aurantiacoochraceus
Lactarius aurantiacoochraceus, às vezes escrito como L. aurantioochraceus, é um fungo que pertence ao gênero de cogumelos Lactarius na ordem Russulales. Encontrado na Eurásia, foi descrito pela primeira vez em 1950 por Vassiljeva.